# Il cavallo rosso
Il cavallo rosso è un romanzo di carattere parzialmente autobiografico del 1983 scritto da Eugenio Corti.
Pubblicato per la prima volta nel 1983, nel 2019 ha raggiunto la 34ª edizione. Ambientato principalmente in Brianza, in Russia e Germania (ma in parte anche in Italia centrale e in Val d'Ossola), le vicende narrate coprono trentaquattro anni di storia italiana, dal maggio del 1940 fino al 1974, descrivendo la vita (e la morte) dei numerosi personaggi durante gli eventi della seconda guerra mondiale, della ricostruzione sino al referendum sul divorzio.

## Struttura
Il libro è una trilogia ed è composto dalle seguenti parti:
- Il cavallo rosso, che dà il titolo a tutta l'opera e racconta le vicende della prima parte della guerra (anni 1940-1943);
- Il cavallo livido, che racconta la seconda parte della guerra (biennio 1943-1945) con tutti i suoi tragici strascichi;
- L'albero della vita, che narra le vicende relative alla ripresa della vita quotidiana dopo il conflitto, spingendosi fino agli inizi degli anni Settanta (si arriva fino al 1974). Le vicende dei personaggi e delle loro famiglie hanno sullo sfondo i grandi avvenimenti di quegli anni, tra cui le inquietudini che sconvolgono la società, come la contestazione del 1968, la droga e il terrorismo.

Agli avvenimenti della grande storia, perciò (l'entrata in guerra, la spedizione e ritirata di Russia, la guerra partigiana e quella dell'esercito regolare, la liberazione, la ricostruzione e il boom economico), si intrecciano meditazioni e riflessioni sulle idee che ne sono all'origine.
I titoli delle singole parti e dell'intero romanzo sono riferimenti al libro dell'Apocalisse dell'apostolo san Giovanni. La cosa, oltre che evidente, è testualmente provata dal titolo che l'autore intendeva dare al libro, quale appare da una lettera del 30 ottobre 1973:" I cavalli dell'Apocalisse" .
In particolare:
- Il cavallo rosso è il simbolo della guerra: "Quando l'Agnello aprì il secondo sigillo, udii il secondo essere vivente che gridava: "Vieni". Allora uscì un altro cavallo, rosso fuoco. A colui che lo cavalcava fu dato potere di togliere la pace dalla terra perché si sgozzassero a vicenda, e gli fu consegnata una grande spada" (Apocalisse 6, 3-4).
- Il cavallo livido è il simbolo della fame (rappresentata nel romanzo dai racconti sui lager russi) e dell'odio (rappresentato dalla narrazione della lotta civile). Nei versetti originale dell'Apocalisse si parla di un cavallo "verdastro", in ogni caso si tratta di un colore cadaverico, simbolo della morte: "Quando l'Agnello aprì il quarto sigillo, udii la voce del quarto essere vivente che diceva: "Vieni". Ed ecco, mi apparve un cavallo verdastro. Colui che lo cavalcava si chiamava Morte e gli veniva dietro l'Inferno. Fu dato loro potere sopra la quarta parte della terra per sterminare con la spada, con la fame, con la peste e con le fiere della terra" (Apocalisse 6, 7-8).
- L'albero della vita, infine, è il simbolo della ripresa della vita dopo ogni umana tragedia. Nell'Apocalisse l'"albero di vita" simboleggia la felicità della vita eterna: "Mi mostrò poi un fiume d'acqua viva limpida come cristallo, che scaturiva dal trono di Dio e dell'Agnello. In mezzo alla piazza della città e da una parte e dall'altra del fiume si trova un albero di vita che dà dodici raccolti e produce frutti ogni mese; le foglie dell'albero servono a guarire nel nazioni" (Apocalisse 22, 1-2).

## Trama
I personaggi principali del libro appartengono alla famiglia Riva, piccoli imprenditori tessili che vivono a Nomana, composta dal padre, Gerardo Riva, dalla moglie, e diversi figli, tra cui Ambrogio e Pino, che verranno chiamati alle armi. Le vicende personali della famiglia si intrecciano con quelle di personaggi famosi quali don Carlo Gnocchi, padre Agostino Gemelli, Palmiro Togliatti, e con le vicissitudini dei compaesani, di diverse estrazioni sociali, amici di Ambrogio Riva, tra cui il contadino Stefano e l'aspirante scrittore Michele Tintori.
Il personaggio di Gerardo è interamente modellato sulla figura del padre dell'autore; pure i fratelli sono parte integrante nella caratterizzazione della famiglia Riva. Il cugino della famiglia, Manno, è ispirato all'ufficiale vicentino Giuseppe Cederle, caduto nella battaglia di Montelungo, l'8 dicembre 1943.
L'autore si identifica parte nella figura del Michele Tintori, amico di Ambrogio, parte in Ambrogio stesso.
Sia Ambrogio sia gli amici presenti nel romanzo, vengono toccati dalle vicissitudini della guerra, chi sul fronte russo, chi in quello albanese chi in Africa.
Nell'ultima parte del libro vengono descritti i fatti del dopoguerra fino ad arrivare al 1974, anno del referendum sul divorzio. Il paese di Nomana è in realtà uno pseudotoponimo della sua città natale, Besana in Brianza.

## Edizioni
- Eugenio Corti, Il cavallo rosso, 13ª ed., Edizioni Ares, 1999,  p. 1280, ISBN 88-8155-055-5.